# Paul E. Kanjorski
Paul E. Kanjorski (ur. 2 kwietnia 1937) – amerykański polityk pochodzenia polskiego, członek Partii Demokratycznej.

## Życiorys
W latach 1985–2011 przez trzynaście kolejnych dwuletnich kadencji Kongresu Stanów Zjednoczonych był przedstawicielem jedenastego okręgu wyborczego w stanie Pensylwania w Izbie Reprezentantów Stanów Zjednoczonych.